# Corveissiat
Corveissiat är en kommun i departementet Ain i regionen Auvergne-Rhône-Alpes i östra Frankrike. Kommunen ligger  i kantonen Treffort-Cuisiat som ligger i arrondissementet Bourg-en-Bresse. Kommunens areal är 22,69 km². År 2022 hade Corveissiat 587 invånare.

## Befolkningsutveckling
Antalet invånare i kommunen Corveissiat
Referens: INSEE